# M117
 (mai 2014).
Si vous disposez d'ouvrages ou d'articles de référence ou si vous connaissez des sites web de qualité traitant du thème abordé ici, merci de compléter l'article en donnant les références utiles à sa vérifiabilité et en les liant à la section « Notes et références ».

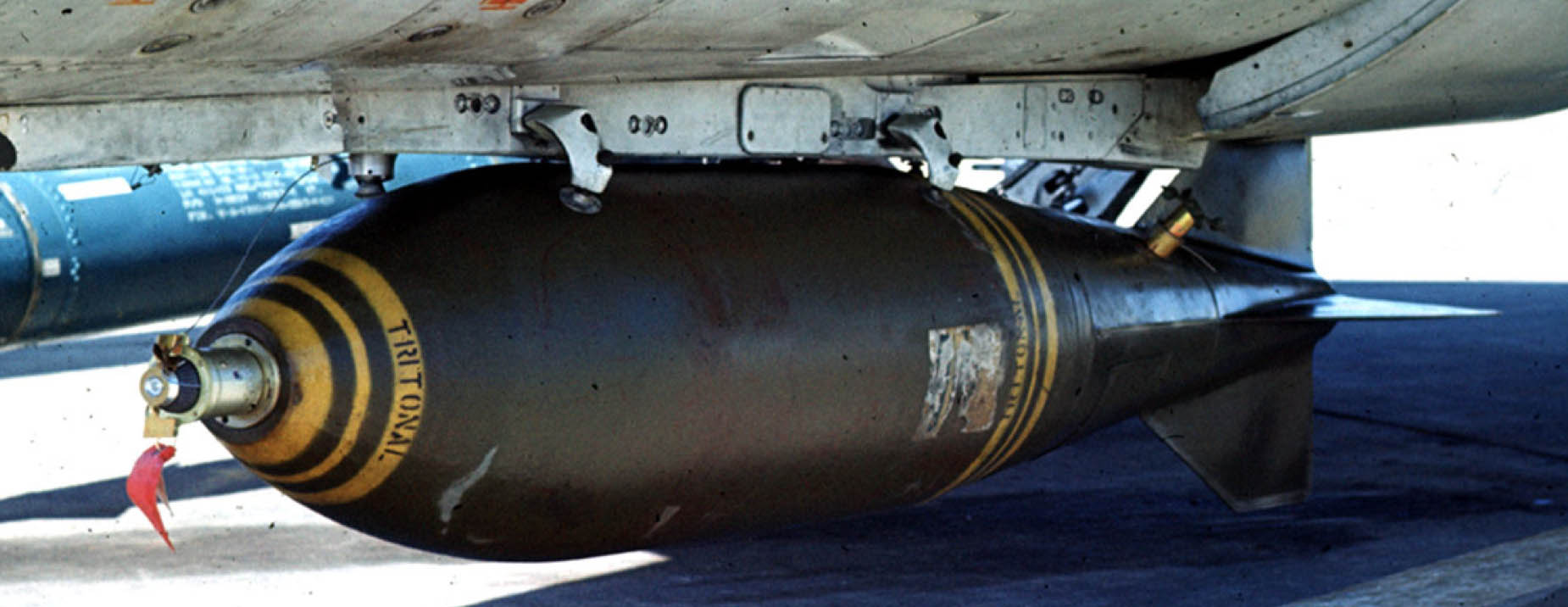
M117.

La M117 (Mark 117) est une bombe aérienne américaine, dite d'emploi général (à souffle et à fragmentation), non guidée à faible traînée.

## Caractéristiques
Sa masse est de 750 livres (343 kg), dont 183 kg de tritonal (80 % de TNT et de 20 % de poudre d’aluminium). Elle mesure de 2,06 à 2,16 m de long ; son fuselage a un diamètre de 408 mm et son envergure est de 520 mm.

## Historique

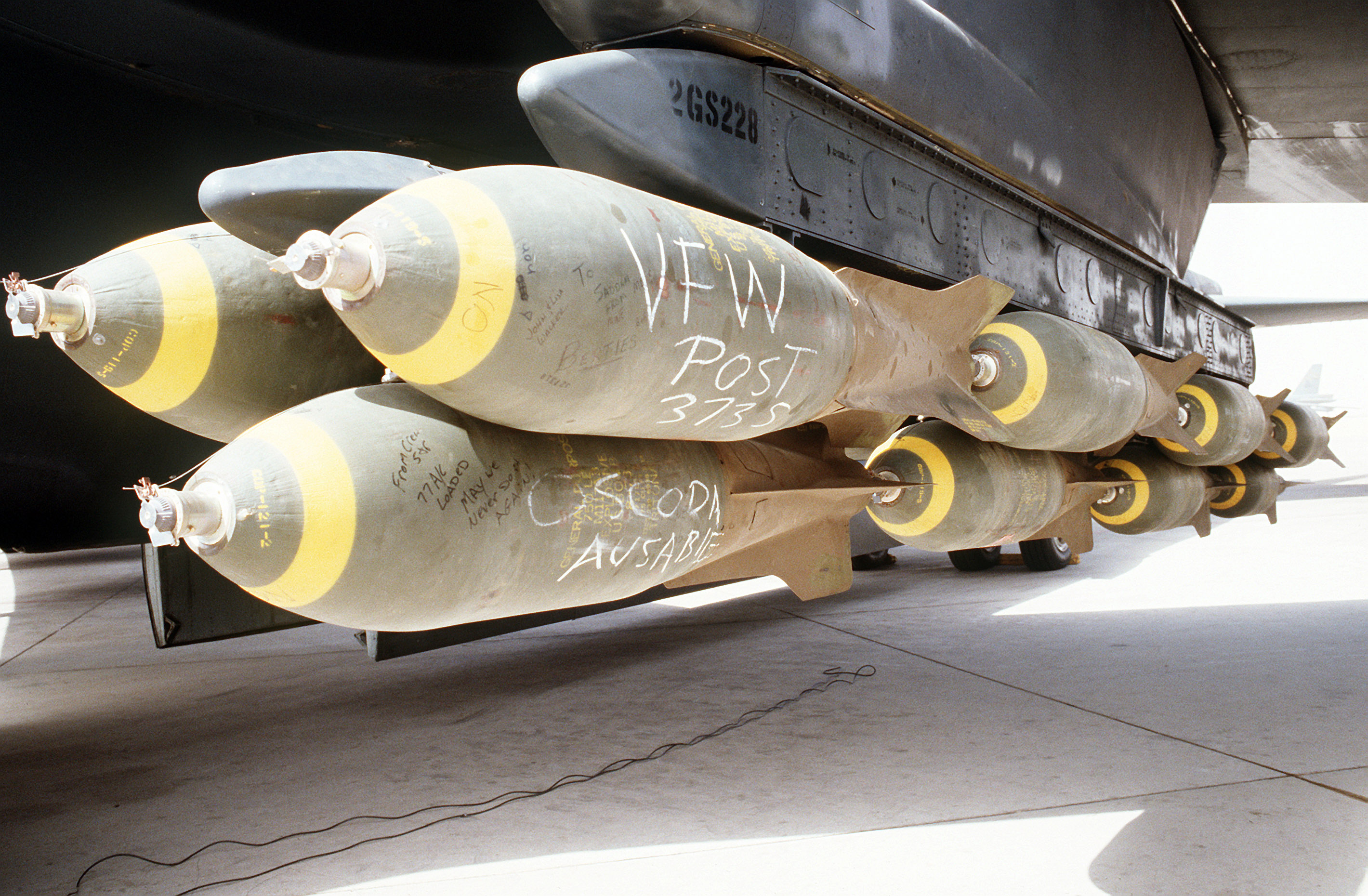
Des M117 embarquées sur un B-52 durant la Guerre du Golfe de 1991.

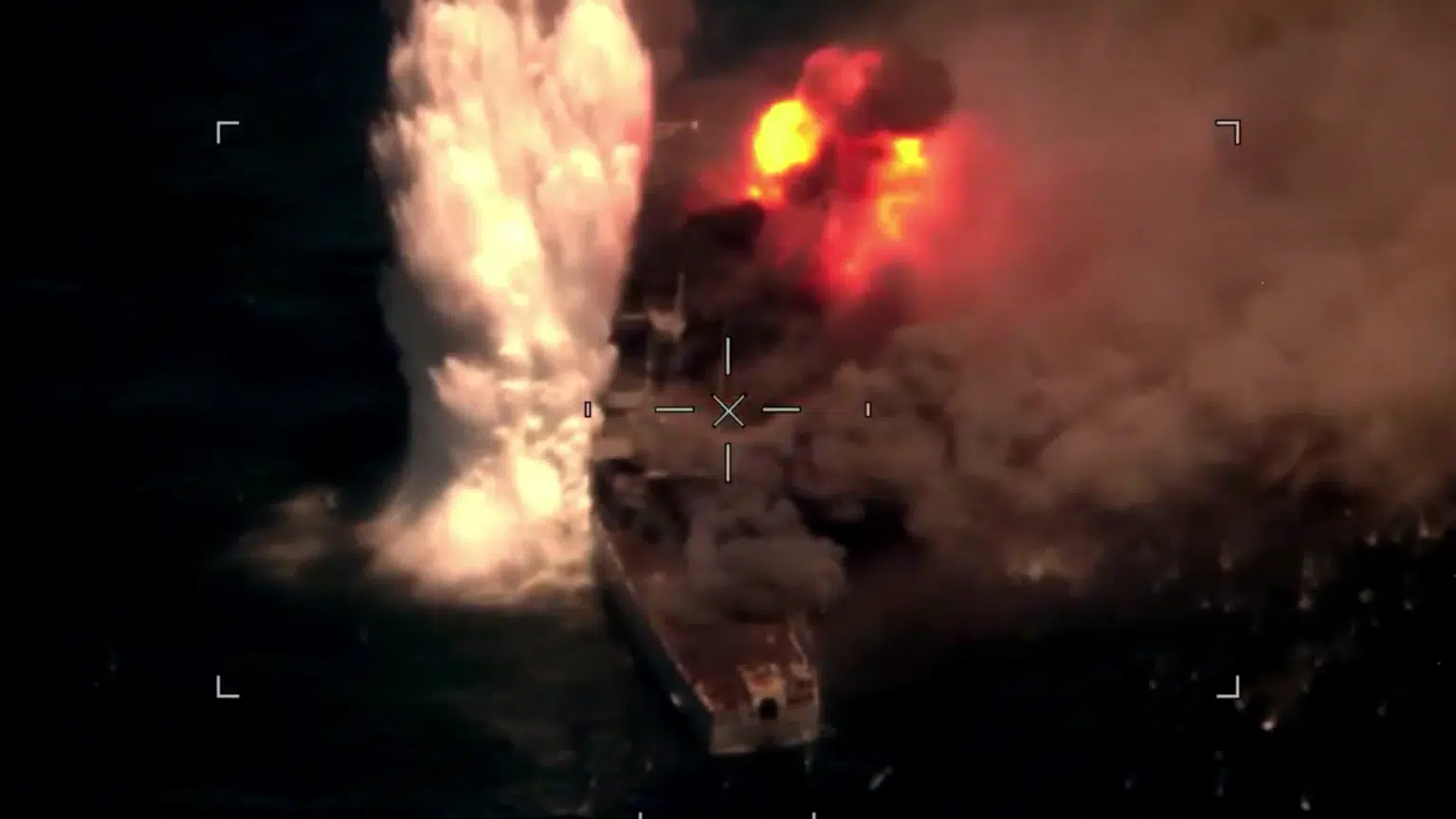
Explosion d'une M117GP larguée par un F-16 indonésien lors d'un exercice de tir contre une frégate désaffectée de la marine indonésienne le 31 juillet 2023.

Elle est développée au tout début des années 1950 et elle est, notamment, utilisée lors des guerres de Corée et du Viêt Nam par les Forces armées des États-Unis qui les ont embarquées entre autres sur les F-100 Super Sabre, F-104 Starfighter, F-105 Thunderchief, A-4, F-111 et F-4 Phantom II jusqu'aux années 1970. Le Boeing B-52, étant en 1991 le seul avion américain l'utilisant encore, en largua  44 600 exemplaires  lors de l'Opération Tempête du désert. 

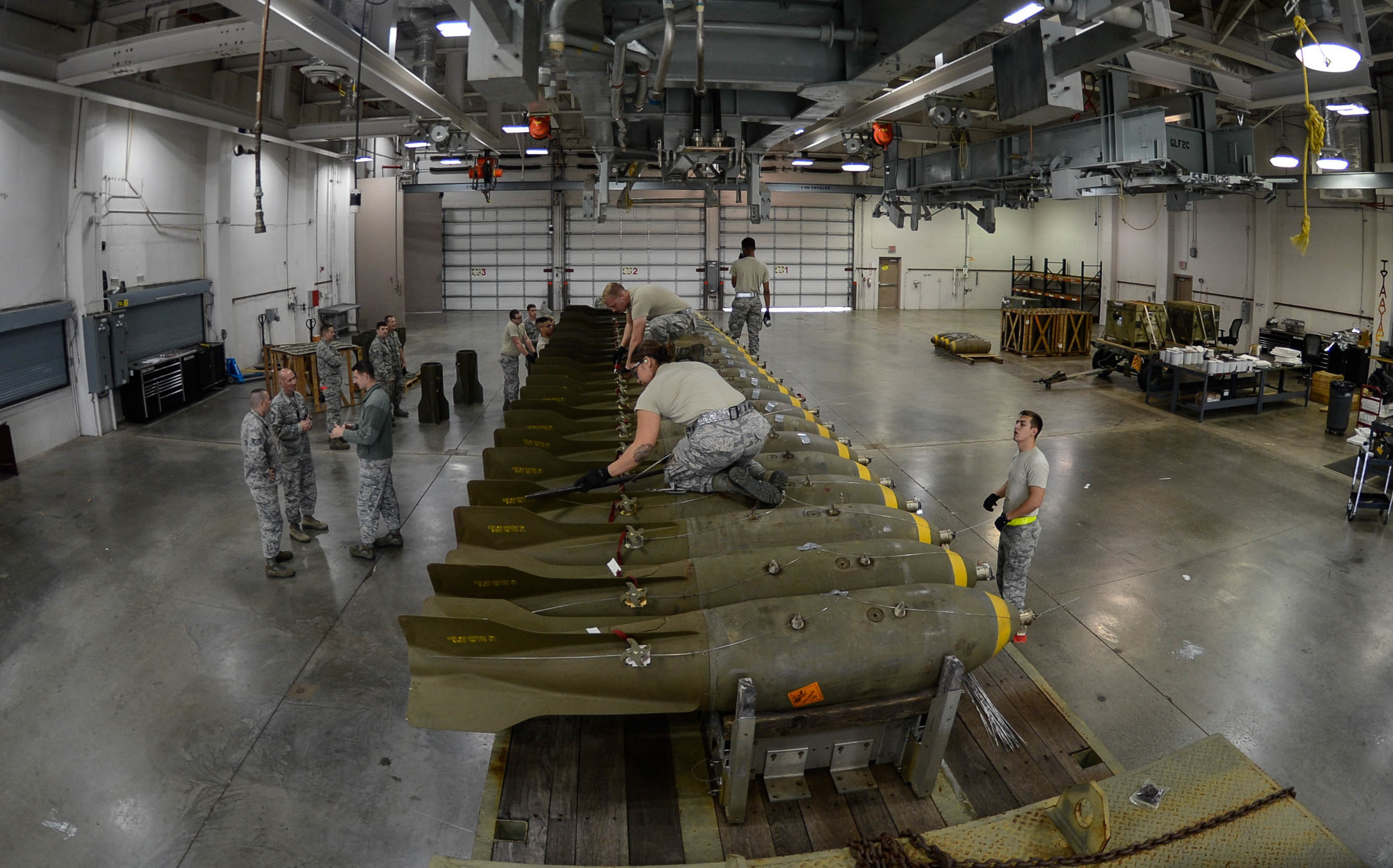
Les munitionnaires de Barksdale Air Force Base assemblent les dernières bombes M117 de l'arsenal américain le 8 novembre 2017.

La première bombe a guidage laser, la BOLT-117 (en), est basée sur cette conception et entre en service en 1967. Le 26 juin 2015, la dernière Mk 117 de l'inventaire des United States Pacific Air Forces a été larguée par un équipage de B-52H sur une île près de la Andersen Air Force Base, à Guam. Les 31 dernières dans l'arsenal de l’USAF sont assemblées le 8 novembre 2017 pour être utilisées par un B-52 de la Barksdale Air Force Base.
Elle est remplacée par les bombes Mark 82, Mark 83 et Mark 84 entrée en service dans les années 1950.
En 2023, en représailles a l'attaque du Hamas contre Israël, elle est déployée par les F-16 de la Force aérienne et spatiale israélienne. L'Indonésie en dispose également encore à cette date.